# 사마지
사마 지(司馬芝, ? ~ ?)는 후한 말기 ~ 조위의 관료로, 자는 자화(子華)이며 하내군 온현(溫縣) 사람이다.

## 생애
사마랑의 족형으로, 사마랑에 비해 명성이 없었으나 양준만은 높이 평가하였다. 전란을 피해 어머니를 모시고 형주로 달아났고, 형주를 평정한 조조에게 임관하여 현장이 되었다. 이후 광평령(廣平令)이 되었고, 법에 따라 엄히 다스려 유훈 같은 조조의 측근들에게도 굽히지 않아 명성이 있었다.
이후 대리정(大理正)·태수를 여러 차례 지냈고, 조위 황초 연간에 하남윤이 되었다. 동소와 조홍의 측근이 죄를 지었을 때에도 엄히 다스렸고, 관직이 대사농에 이르렀다. 명제에게 농업 장려를 진언하였고, 재임 중 죽었다. 아들 사마기가 작위를 이었다.

## 출전
- 진수, 《삼국지》 권12 최모서하형포사마전

## 같이 보기
- 삼국지 인물 목록